# Dag-Otto Lauritzen
Dag-Otto Lauritzen (* Grimstad, 12 de septiembre de 1956). Fue un ciclista noruego, profesional entre 1984 y 1994, cuyos mayores éxitos deportivos los logró en el Tour de Francia y en la Vuelta a España, pruebas en las que conseguiría sendas victorias de etapa. 
En los Juegos Olímpicos de 1984 celebrados en Los Ángeles obtuvo la medalla de bronce en la prueba de fondo en carretera.

## Palmarés
| 1984 - 3.º en los Juegos Olímpicos en Ruta - Campeonato de Noruega en Ruta 1986 - 1 etapa de la Vuelta a Suecia 1987 - 1 etapa del Tour de Francia - Gran Premio de Frankfurt - Redlands Bicycle Classic 1988 - 2.º en el Campeonato de Noruega en Ruta | 1989 - Tour de Trump 1990 - Campeonato de Noruega Contrarreloj 1992 - Tour de Noruega, más 3 etapas 1993 - 1 etapa de la Vuelta a España - 1 etapa de los Tres días de La Panne - 1 etapa del Kellogg's Tour |

## Equipos
- Peugeot(1984-1986)
- 7-Eleven (1987-1990)
- Motorola (1991-1992)
- TVM (1993-1994)

## Resultados en Grandes Vueltas y Campeonato del Mundo
| Carrera                      | 1984 | 1985 | 1986 | 1987 | 1988 | 1989 | 1990 | 1991 | 1992 | 1993 | 1994 |
| ---------------------------- | ---- | ---- | ---- | ---- | ---- | ---- | ---- | ---- | ---- | ---- | ---- |
| Giro de Italia               | -    | -    | -    | -    | Ab.  | 64.º | -    | -    | -    | -    | -    |
| Tour de Francia              | -    | -    | 34.º | 39.º | 34.º | Ab.  | 56.º | Ab.  | -    | 90.º | 50.º |
| Vuelta a España              | -    | -    | -    | -    | -    | -    | -    | -    | -    | 48.º | 64.º |
| Campeonato del Mundo en ruta | 30.º | 39.º | 25.º | -    | 37.º | -    | 39.º | 33.º | -    | 7.º  | 30.º |